# Ljudmila Walentinowna Berlinskaja

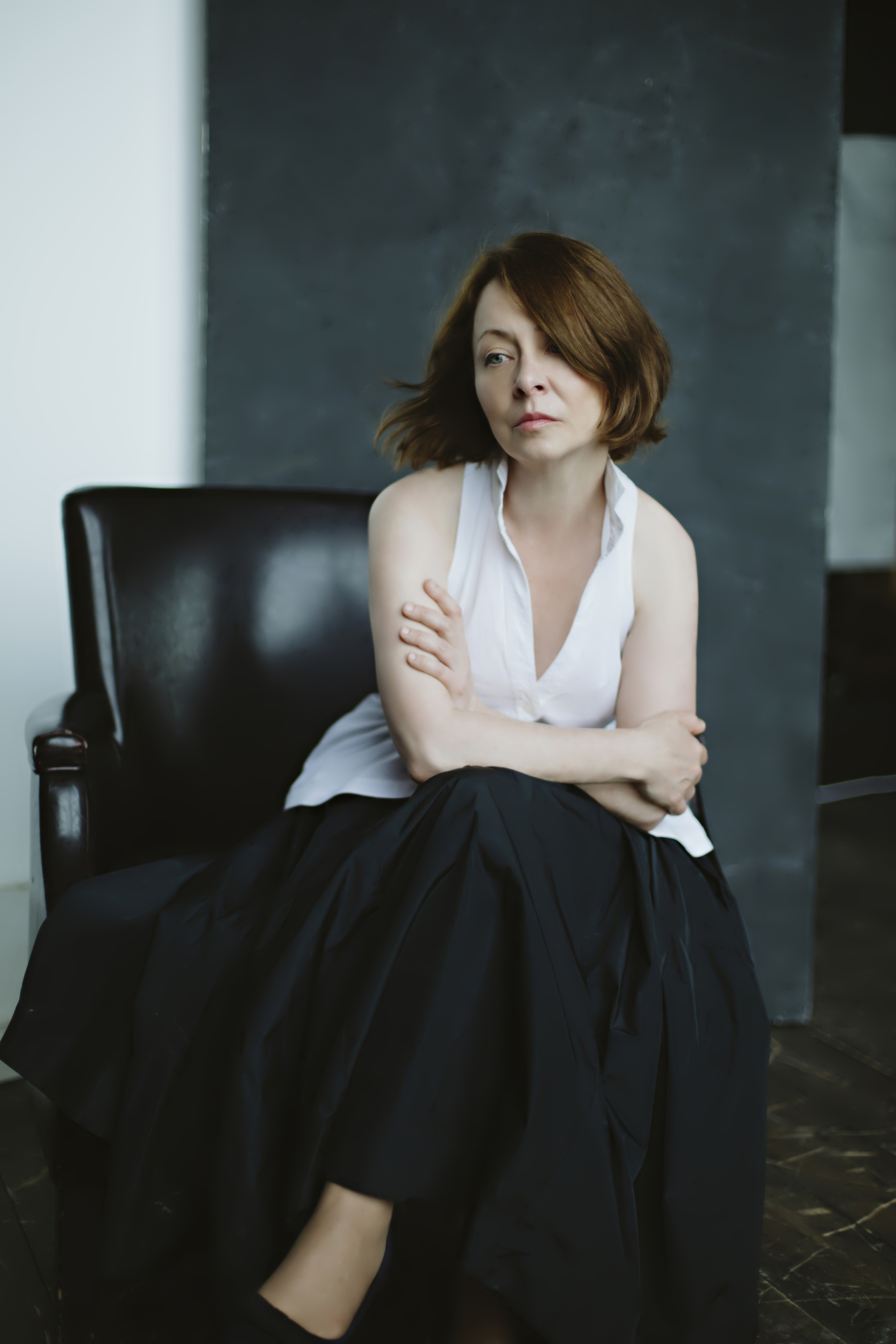
Ljudmila Walentinowna Berlinskaja

Ljudmila Walentinowna Berlinskaja (russisch Людмила Валентиновна Берлинская; * 1960 in Moskau) ist eine russische Pianistin und Schauspielerin.

## Leben
Berlinskaja ist die Tochter einer Rechtsanwältin und des Cellisten Walentin Berlinski.
Ihre Kindheit stand unter dem Einfluss der zum Freundeskreis ihrer Eltern zählenden Komponisten Mieczysław Weinberg, Dmitri Schostakowitsch, Alfred Schnittke, Sofia Gubaidulina; der Interpreten Mstislaw Rostropowitsch, David Oistrach, Daniil Schafran, Jakow Sak, Alexander Goldenweiser, Jakow Flier; der Dirigenten Juri Temirkanow, Jewgeni Swetlanow, Gennadi Roschdestwenski, Dmitri Kitajenko; der Maler Anatoli Swerew, Nikolai Silis, Wadim Sidur, Wladimir Lemporte, Rustam Hamdamow, Dmitri Krasnopewtsew, des Schriftstellers Alexander Solschenizyn und des Akademikers Andrei Sacharow.
Ludmila Berlinskaja begann im Alter von fünf Jahren mit dem Klavierspiel und kam ein Jahr später mit ihrem Eintritt in die Gnessin-Schule in Anna Kantors Klasse. Mit 17 Jahren wird sie in Michail Woskressenskis Klasse am Moskauer Konservatorium aufgenommen.
Ab 14 Jahren trat sie mit dem Borodin-Quartett auf; mit 15 Jahren begann sie, mit Orchester zu spielen und unternahm ihre ersten Tourneen durch die Sowjetunion, wobei sie als Solistin auftrat oder mit Alexander Rudin oder Alexander Kniazew Kammermusik-Konzerte gab. Ab 17 Jahren spielte sie mit Juri Baschmet und Wiktor Tretjakow und mit 19 Jahren trat sie in Moskau, Sankt Petersburg und Nischni Nowgorod auf.
Mit 13 Jahren bekam Ludmila Berlinskaja eine der drei Hauptrollen im Film Die Große kosmische Reise von Walentin Seljanow. Die beiden Lieder Ты мне веришь или нет; млечный путь, beide von Alexei Rybnikow komponiert, sang sie selbst. Daraufhin erhielt Berlinskaja weitere Drehangebote, welche sie zugunsten der Musik ablehnte.
Mit 15 Jahren trat Ludmila Berlinskaja in den Freundes- und Bekanntenkreis von Swjatoslaw Richter ein. Sie betrachtete ihn als geistige Vaterfigur. In dieser Zeit, von Ende der 1970er bis Anfang der 1980er Jahre, war sie die ständige Seitenumblätterin Richters, was ihr eine etwas spezielle Bekanntheit einbrachte. Sie beteiligte sich vor allem am von Richter im Puschkin-Museum gegründeten Festival: Das „Dezembernächte“-Festival, dessen Programm jedes Jahr eng mit einem Thema und einer vom Museum im Konzertsaal organisierten Ausstellung zusammenhängt. Bei der Ausgabe von 1985 spielte sie vierhändig mit Richter und war im Klavierpart von Benjamin Brittens Oper Die Drehung der Schraube im letzten Moment für ihn eingesprungen. Trotz Erster Preise des Kammermusik-Wettbewerbs in Paris und Florenz (Leonardo-Preis) folgte sie Richters Ratschlägen und verzichtete auf die Teilnahme an internationalen Wettbewerben.
Bei Richter begegnet sie dem jungen Dirigenten Wladimir Ziwa. Sie heirateten und bekamen einen Sohn, den Cellisten Dmitri Berlinski.
Anfang der 1990er Jahre zog Ludmila Berlinskaja mit ihrem zweiten Ehemann Anton Matalaew, erste Violine des Anton-Quartetts, nach Paris. Von Paris aus begann Ludmila Berlinskaja, mit Mstislaw Rostropowitsch in Europa aufzutreten. Nach ihrem ersten Konzert im Rathaus von Paris bot die Ehefrau des Bürgermeisters, Bernadette Chirac, Berlinskaja die Möglichkeit, ein Festival zu gründen, den „Salon Musical Russe“ (Russischen Musik-Salon). Anton Matalaew und Ludmila Berlinskaja bekamen 1991 eine Tochter, Mascha Matalaew. Anton Matalaew starb 2002.
In den 1990er Jahren gab sie Solisten- und Kammerkonzerte in der Wigmore Hall und Barbican Hall in London, im Concertgebouw in Amsterdam, im Théâtre des Champs-Élysées und in der Salle Gaveau in Paris, im Moskauer Konservatorium, im Opernhaus Teatro la Fenice in Venedig, in den Königlichen Akademien in Brüssel und Madrid.
Als Kammermusikerin spielte mit Gautier Capuçon, Henri Demarquette, David Geringas, Alain Meunier, Pawel Gomziakow, Philippe Muller, Dominique de Williencourt, Gérard Poulet, Sarah Nemtanu, Gérard Caussé, Jean-Marc Luisada, François-René Duchâble, Paul Meyer, dem Modigliani-Quartett, dem Orlando-Quartett, dem Danel-Quartett, The Fine Arts Quartet, dem Sankt-Petersburg-Quartett, dem Ardeo-Quartett und dem Moraguès-Quintett.
2001 gründet sie ihr zweites Festival, „Printemps Musical à Paris“ (Musikalischer Frühling in Paris), welches in verschiedenen Konzertsälen in Paris stattfindet. Dort wurde unter anderem die Pariser Kreation des Prometheus von Alexander Skrjabin und, zum ersten Mal nach George Balanchine in Paris, die Aubade von Poulenc mit Tänzer produziert. Neben ihren Konzertaktivitäten lehrt Ludmila Berlinskaja seit 2006 an der École Normale de Musique de Paris. Im Juni 2009, nach dem Tod Walentin Berlinskis am 15. Dezember 2008, gründete sie die Berlinski-Stiftung.
2011 gründet sie ein Klavierduo in Begleitung ihres dritten Ehegatten und französischen Pianisten Arthur Ancelle. Ihre erste CD erschien im Frühjahr 2012 bei Saphir Productions. Sie ist den Werken Pjotr Iljitsch Tschaikowskis gewidmet. Das zweite, Sergei Prokofjews Balletten gewidmete Album erschien 2014 mit dem Label Melodia: Es ist die erste von Melodia in ihrer Gesamtheit produzierte und realisierte Aufnahme seit dem Zerfall der Sowjetunion.
Ludmila Berlinskaja ist künstlerische Mitverantwortliche des Musikfestivals im Département Loir-et-Cher, „La Clé des Portes“ (Der Schlüssel der Pforten), welches auf Betreiben der Stiftung „Club d’Entreprises des Portes de Chambord“ gegründet wurde.

## Diskografie
- Schumann: December Nights 1985 – Swjatoslaw Richter, Borodin-Quartett, Ludmila Berlinskaia – Melodiya (Мелодия)
- Rachmaninoff: Sonate für Violoncello, Vocalise, Trio Elegiaque – Walentin Berlinski, Anton Matalaew, Ludmila Berlinskaia
- Glinka: Klavierkompositionen, Großes Sextett – Ludmila Berlinskaia, Borodin-Quartett, Grigori Kowalewski – Europe Arts
- Schnittke: Quartett Nr. 3, Quintett, Quartett mit Klavier – Borodin-Quartett, Ludmila Berlinskaia – Virgin Classics
- Mendelssohn, Janáček, Strauss: Sonaten für Violine und Klavier – Gérard Poulet, Ludmila Berlinskaia – Saphir Productions
- Tschaikowski: Francesca da Rimini, Casse-Noisette – Ludmila Berlinskaia, Arthur Ancelle – Saphir Productions
- Prokofjew: Romeo & Julia, Aschenputtel – Ludmila Berlinskaia, Arthur Ancelle – Melodiya